# Трепињана (Лука)
Трепињана је насеље у Италији у округу Лука, региону Тоскана.
Према процени из 2011. у насељу је живело 32 становника. Насеље се налази на надморској висини од 541 м.